# Giuseppe Schillaci
Giuseppe Schillaci (* 8. ledna 1958 Adrano) je italský římskokatolický duchovní a biskup Nicosie.

## Život
Narodil se 8. ledna 1958 v Adranu.
Vstoupil do kněžského semináře. Filosofická studia získal na Univerzitě Katánie a teologická na Papežské univerzitě Gregoriana. Během studia v Římě pobýval ve Papežském francouzském semináři. Dne 4. července 1987 byl arcibiskupem Domenicem Picchinennou vysvěcen na kněze a inkardinován do arcidiecéze Katánie. Stal se farním vikářem a později farářem v rodné obci.
V letech 1994–1998 byl rektorem kněžského semináře a poté vykonával službu spirituála. Roku 1999 byl zvolen biskupským vikářem pro kulturu a místopředsedou Teologického institutu svatého Pavla v Katánii. Před jmenováním biskupem zastával funkci rektora semináře v Katánii.
Dne 3. května 2019 jej papež František jmenoval biskupem Lamezia Terme. Biskupské svěcení přijal 6. července z rukou arcibiskupa Salvatora Gristiny a spolusvětiteli byli biskup Luigi Antonio Cantafora a arcibiskup Vincenzo Bertolone. Dne 23. dubna 2022 byl přemístěn na biskupský stolec v Nicosii.